# Romina Castro
Romina Catro é uma atriz mexicana profissional. Ela já participou de várias novelas da Televisa.

## Novelas
- La mujer de judas carmen
- Marisol-1996-Mimi Candela de Suarez
- De Frente al Sol-Tina(1992)
- Capricho-Tita(1993)
- Victoria-Cristina de la Peña(1987)-(1988)
- Vida Robada-Anaísa(1991)
- Los Años Perdidos(1987)
- Lo Que es el Amor-Clarita(2001)
- La Mujer de Judas-Carmem(2012)
- Al Filo de la Muerte(1991)

## Família
- Ela é prima da também atriz Daniela Castro.